# Rifugio Antonio Curò
Il rifugio Antonio Curò è un rifugio situato nel comune di Valbondione (BG), in alta val Seriana, nelle Alpi Orobie, a 1915 m s.l.m.

## Storia
Il rifugio Curò è stato il secondo a essere inaugurato dal CAI di Bergamo nel 1886, dopo il rifugio Ca' Brunona. Il nome deriva dall'ingegner Antonio Curò, allora presidente della sezione bergamasca del Club Alpino Italiano.
Nel 1895 il CAI di Bergamo decide di costruire un nuovo rifugio più grande, venne così costruito uno poco più ad est del vecchio rifugio a quota 1.895 e venne anch'esso dedicato all'ingegner Curò.
Nel 1973 su progetto del geometra Luigi Locatelli ne viene costruito un terzo, con 92 posti letto, situato sul lago del Barbellino.

## Caratteristiche e informazioni
Il rifugio Curò è uno dei più grandi rifugi della Bergamasca, e ha una capacità di 92 posti letto. È di proprietà della sezione di Bergamo del CAI ed è aperto in modo continuato da metà giugno a metà settembre. Da maggio a giugno e da ottobre a novembre, il rifugio è aperto solo nei giorni prefestivi e festivi. Il resto dell'anno rimane chiuso, sono presenti lettini per bimbi e seggiolini da tavola, per la disponibilità telefonare direttamente al rifugio (0346/44076).

## Accessi
Il rifugio è raggiungibile dall'abitato di Valbondione, segnavia n. 305 percorribile in 2,30 h.
Inoltre può essere raggiunto da Lizzola, segnavia 306 percorribile in 3,30 h., o dal sentiero che collega Lizzola a Valbona dove.

## Ascensioni
- Pizzo Coca (3.050 m), difficoltà F - via normale; difficoltà PD - cresta Est o cresta Nord
- Monte Torena (2911 m), difficoltà EE
- Pizzo Recastello (2.886 m), difficoltà EE - via normale; difficoltà PD - canale nord
- Monte Gleno (2.882 m), difficoltà F - via normale
- Pizzo del Diavolo della Malgina (2.924 m), difficoltà EE - via normale
- Monte Trobio (2.865 m), difficoltà F - via normale
- Monte Costone (2.865 m), difficoltà F - via normale
- Pizzo Strinato (2.836 m), difficoltà EE - via normale
- Pizzo dei Tre Confini (2.824 m), difficoltà EE - via normale
- Monte Cimone (2.530 m), difficoltà E - via normale

## Traversate
Il rifugio è la meta della 6ª tappa del Sentiero delle Orobie Orientali, dal rifugio Coca, segnavia n. 303 percorribile in 3,30 h. Da qui si prosegue alla volta del rifugio Luigi Albani (7ª tappa) tramite il sentiero n. 304 in circa 4,5 h, oppure per la variante della 7ª tappa, verso il rifugio Nani Tagliaferri, segnavia n. 321 percorribile in 4 h..
È inoltre indicato come partenza del sentiero naturalistico Antonio Curò, che ha come destinazione finale il passo del Vivione passando per il rifugio Nani Tagliaferri.

## Interesse naturalistico
La zona del rifugio fa parte della riserva naturale Belviso-Barbellino e pertanto la fauna alpina pregiata, specialmente nelle conche più appartate, è molto abbondante. Il rifugio Curò è conosciuto dagli appassionati anche a causa dell'immediata vicinanza delle famose Cascate del Serio che, con un triplice salto di oltre 300 metri, sono tra le più alte d'Italia.

## Galleria d'immagini

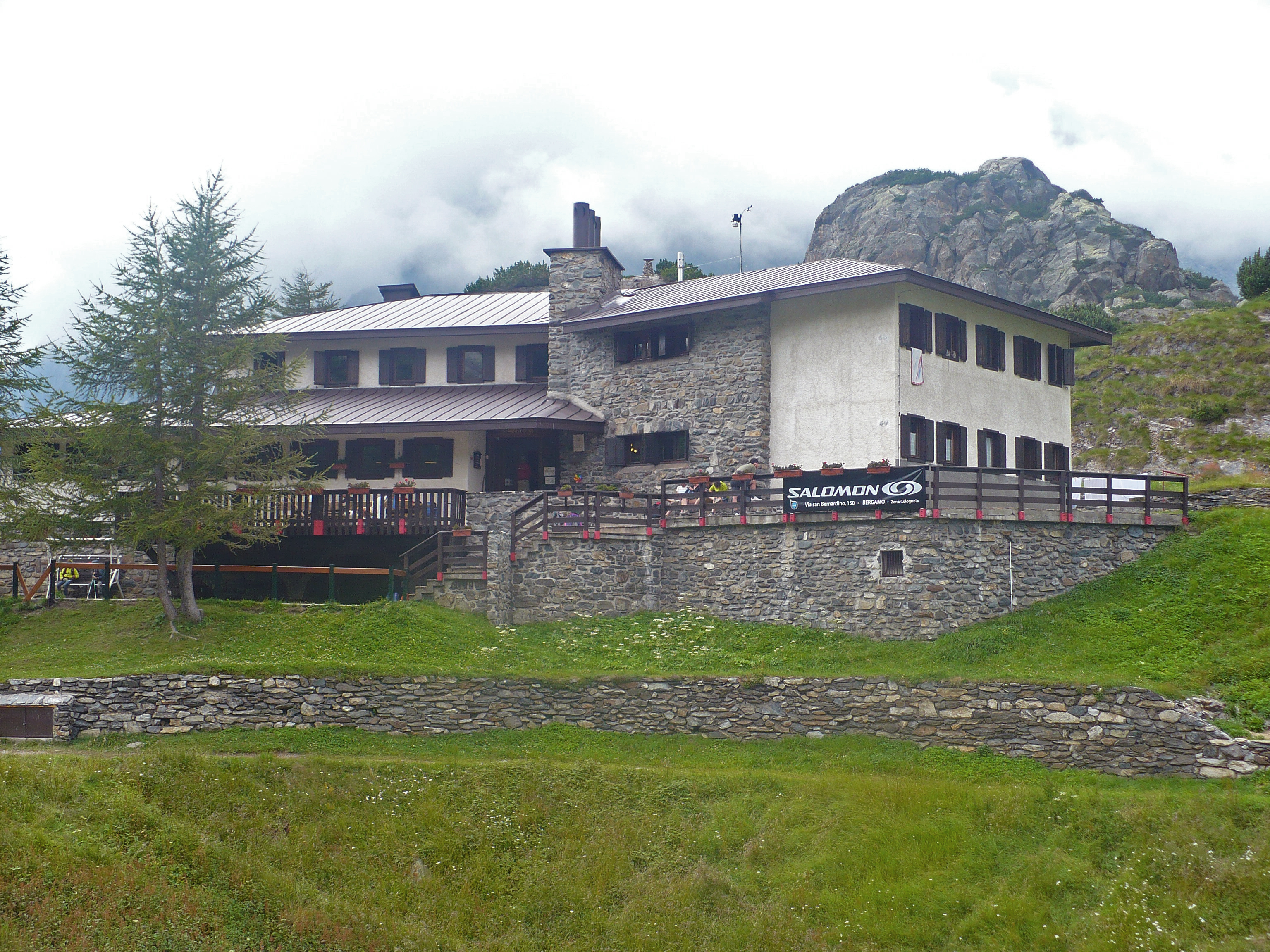
Vista del rifugio
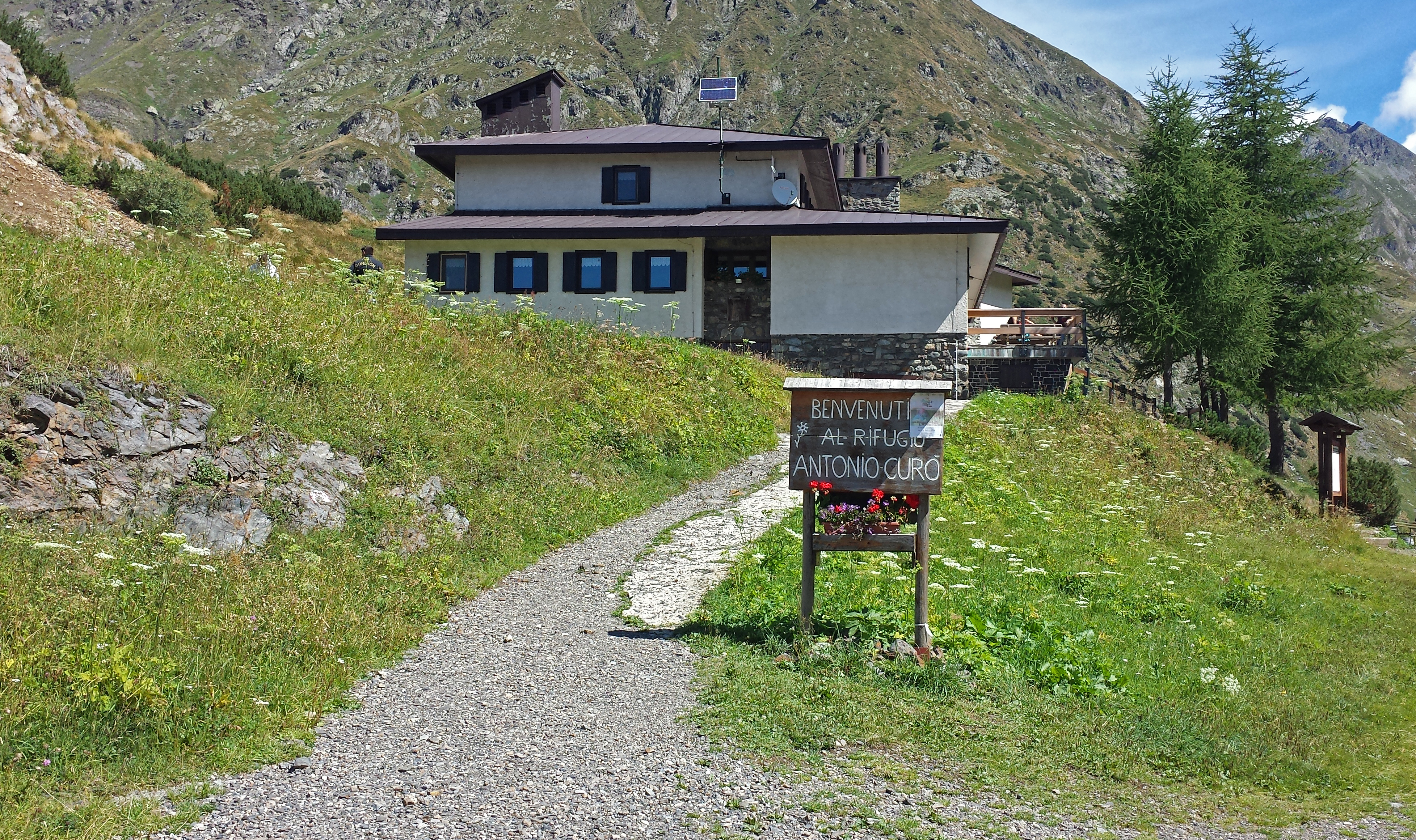
L'entrata del rifugio
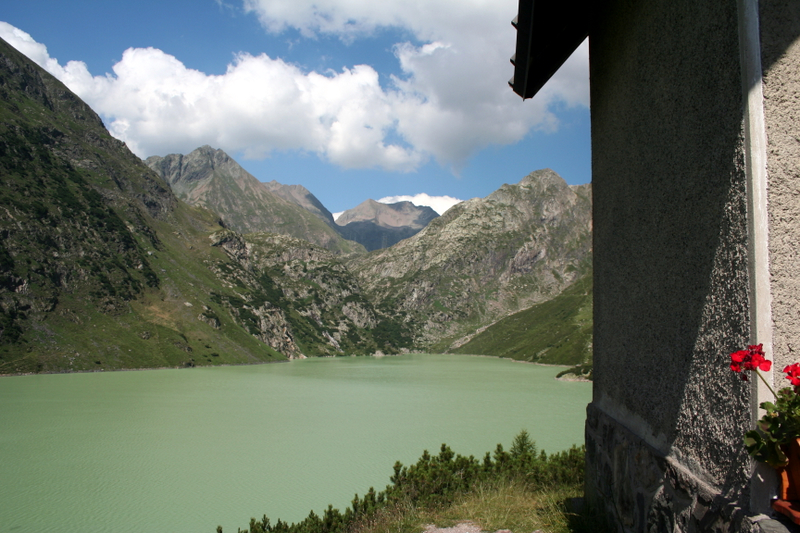
Il Lago del Barbellino visto dal rifugio
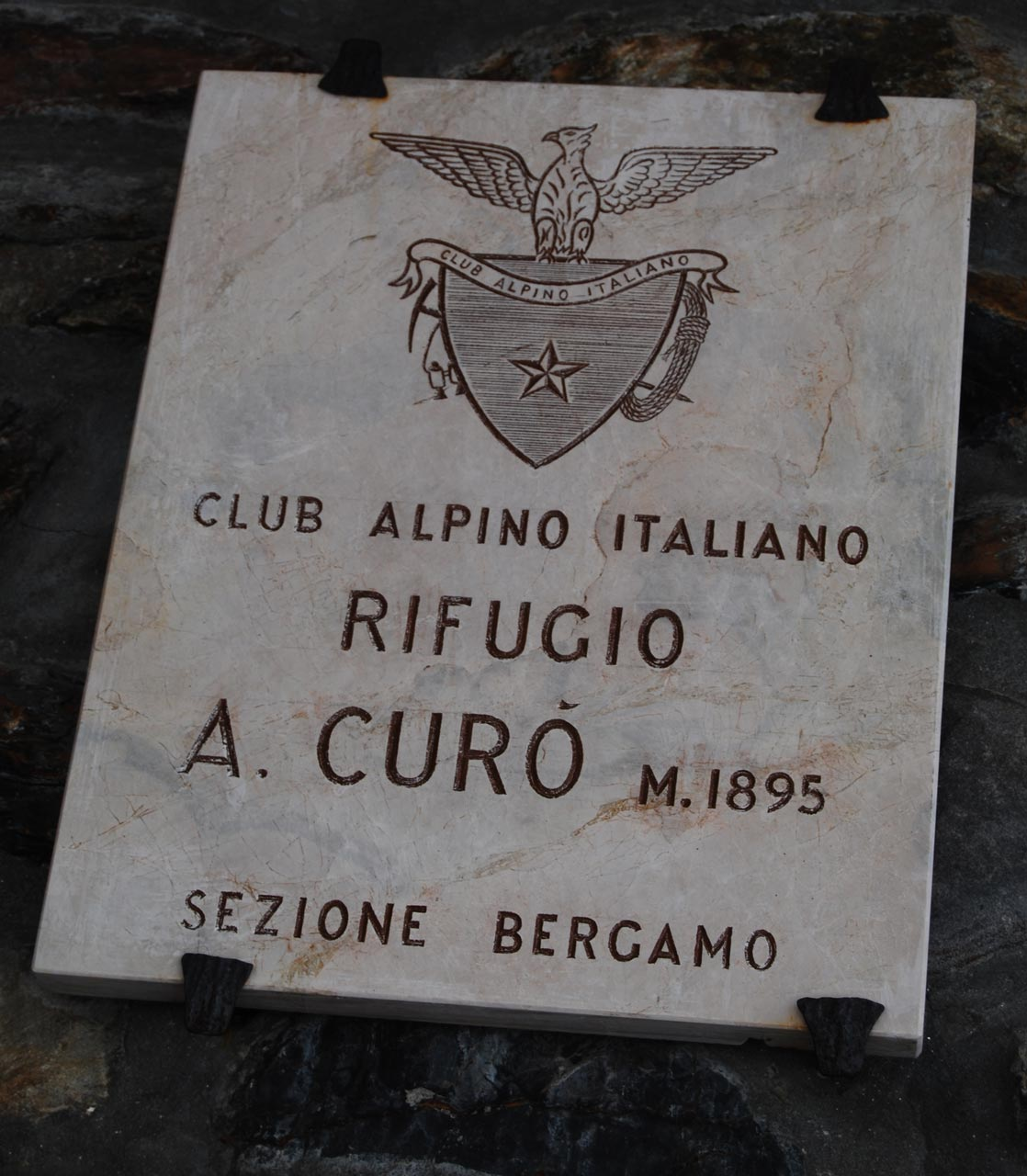
La targa all'ingresso del rifugio